# 吏部侍郎
吏部侍郎，別名吏侍、二銓、小天官、小宰、天官之貳、天官貳卿、倅天官、藻鏡，掌管文官任免、考課、升降、勛封、調動等事務。「吏部」乃六部之一，東漢始置吏曹，改自尚書常侍曹，魏晉以後稱吏部。隋唐列為“尚書省”六部之首。「侍郎」，相當於今日的副部長、次長。尚書是部長。今日，这一职位相当于中华民国銓敘部、中华民国考選部次長、中共中央组织部副部长或中華人民共和國人力資源和社會保障部副部长、中華人民共和國国家公务员局局长。

## 历代

### 唐朝
高祖
殷开山
杨师道
张锐
太宗
韩仲良
温彦博
刘林甫
韦挺
杨纂
唐皎
苏勗
高季辅
高宗
唐临
高敬言
刘祥道
郝处俊
杨思玄
李安期
卢承业
赵仁本
李敬玄
裴行俭
马载
元大士
韦万石
崔元奖
魏玄同
裴敬彝
魏克己
武后
魏克己
邓玄挺
郭待举
张楚金
魏玄同
孟允中
范履冰
李景谌
任令晖
姚璹
李至远
韦承庆
许子儒
石抱忠
刘奇
何彦先
崔冬日
张询古
王勮
李峤
苏味道
陆元方
吉顼
郑杲
顾琮
张锡
房颖叔
李迥秀
崔玄暐
韦嗣立
张敬之
中宗
刘宪
李峤
韦嗣立
宋璟
司马锽
魏知古
萧至忠
元希声
岑羲
崔湜
薛稷
郑愔
李元恭
卢藏用
睿宗
卢藏用
崔湜
卢从愿
李乂
赵彦昭
马怀素
玄宗
卢从愿
吴道师
崔日用
卢怀慎
李朝隐
姜晦
裴漼
慕容珣
魏奉古
王丘
陆象先
杨滔
王易从
韩思复
许景先
李元纮
苏颋
韦抗
卢从愿
徐坚
宇文融
崔琳
崔沔
韦虚心
贾曾
蒋钦绪
苏晋
齐澣
韩朝宗
李林甫
刘彤
席豫
严挺之
裴宽
裴思义
苗晋卿
徐安贞
宋遥
陆景融
韦陟
李彭年
达奚珣
封希颜
韦见素
班景倩
韦镒
宋昱
张倚
蒋洌
肃宗
崔漪
庾光先
崔涣
苏震
李暐
崔器
李麟
李揖
崔器
裴遵庆
杜鸿渐
代宗
张孚
李岘
颜真卿
崔涣
严武
王翊
畅璀
李季卿
王延昌
杨绾
徐浩
薛邕
杨炎
韦肇
薛述
裴淑
崔祐甫
德宗
崔祐甫
邵说
房宗偃
张镒
关播
赵涓
卢翰
班宏
李纾
刘滋
崔纵
裴谞
崔倕
吉中孚
杜黄裳
郑珣瑜
奚陟
顾少连
袁滋
郑余庆
韦夏卿
杨於陵
赵宗儒
顺宗
赵宗儒
崔邠
宪宗
许孟容
赵宗儒
崔邠
权德舆
张弘靖
裴佶
杨於陵
韦贯之
刘伯刍
韦顗
吕元膺
王涯
穆宗
李建
崔群
孔戣
丁公著
柳公绰
窦易直
韩愈
李程
敬宗
韩愈
李程
崔从
韦弘景
韦顗
王起
庾承宣
文宗
王起
庾承宣
杨嗣复
丁公著
李宗闵
王璠
庾敬休
高釴
郑澣
李固言
沈传师
李虞仲
李汉
郑肃
崔琯
崔郸
高锴
归融
陈夷行
杨汝士
武宗
孙简
韦温
崔蠡
高铢
崔珙
柳仲郢
宣宗
崔璪
封敖
孔温业
蒋系
裴谂
卢懿
周敬复
柳仲郢
郑涯
韦有翼
郑颢
懿宗
郑薰
蕭倣
韦澳
郑处诲
郑从谠
王铎
卢匡
李蔚
韦荷
杨知温
于德孙
李当
归仁晦
独孤云
王讽
僖宗
韦荷
郑畋
裴坦
张裼
崔蕘
孔晦
崔沆
崔澹
孔纬
裴瓒
孙纬
卢告
张读
昭宗
柳玭
徐彦若
崔胤
张祎
赵崇
杨涉
裴枢
独孤损
卢光启
杨钜
赵光逢
薛贻矩
昭宣帝
赵光逢
薛贻矩
杨涉
薛廷珪